# Region Kalmar län
Region Kalmar län, tidigare Kalmar läns landsting och Landstinget i Kalmar län, är en region för de 246 352 invånarna i Kalmar län. Region Kalmar län ansvarar, som alla regioner främst för hälso- och sjukvård samt tandvård. Förutom detta har regionen även ett ansvar för den regionala utvecklingen i länet. Regionen står också för allmänna kommunikationer mellan länets kommuner och bedriver även kulturell verksamhet. Region Kalmar län bildades 1 januari 2019 genom en ombildning av Landstinget i Kalmar län och en fusion med Regionförbundet i Kalmar län.

## Historik

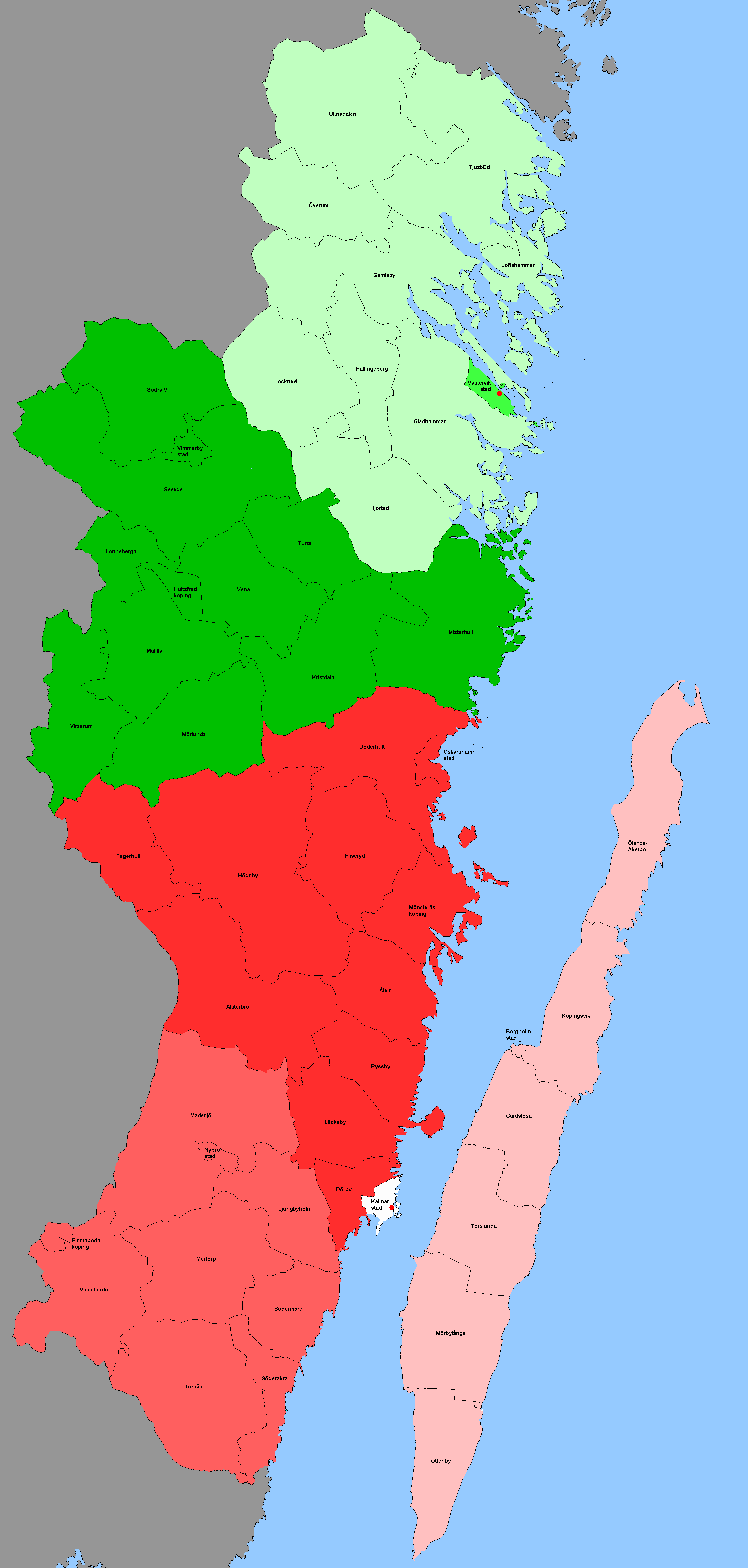
Karta över Kalmar läns två landsting år 1962, med säten i Kalmar och Västervik (Röda prickar). Grönt symboliserar Kalmar läns norra landsting, och dess olika nyanser de olika valkretsarna vid landstingsvalen. Rött symboliserar Kalmar läns södra landsting, och dess olika nyanser de olika valkretsarna vid landstingsvalen.

Kalmar län var mellan 1864 och 1970 uppdelat i två landsting, Kalmar läns norra landsting och Kalmar läns södra landsting, med Västervik och Kalmar som respektive huvudorter. Bakgrunden till att länet delades i två landsting var främst Västerviks önskan om att få bryta sig ur Kalmar län och bilda ett eget län med ett eget landsting, något Kalmar inte accepterade. Striden slutade med Kunglig Majestäts ingripande. Som en kompromiss bildades två landsting inom samma län, vilket var en ovanlig lösning för att vara i Sverige där alla landskommuner och mindre städer tillhörde ett landsting inom samma län bortsett från de landstingsfria städerna. Länsstyrelsen som är statens organ och landshövdingen var hela tiden gemensam för länet med säte i Kalmar.
Kalmar läns norra landsting omfattade:
- Västerviks, Vimmerbys och Hultsfreds kommuner i dagens Kalmar län
- Socknarna Kristdala och Misterhult i nuvarande Oskarshamns kommun
- Socknarna Tryserum och Östra Ed som 1971 överfördes till Valdemarsviks kommun, Östergötlands län
- Socknarna Gärdserum och Hannäs som 1971 överfördes till Åtvidabergs kommun, Östergötlands län

Kalmar läns södra landsting omfattade resterande kommunerna i Kalmar län inklusive Öland. Dock ej Hälleberga, Algutsboda och del av Älmeboda landskommun som 1971 mottogs från Kronobergs län. Västervik kom förutom ett eget sjukhus även få ett eget mentalsjukhus som tog emot patienter även från det södra landstinget. 
Efter år av utredningar samtidigt som det norra landstinget förminskats genom negativ befolkningsutveckling samt överföring av Kristdala och Misterhult till Oskarshamns kommun och det södra landstinget 1967, beslöts 1969 om att slå samman landstingen till ett gemensamt landsting för hela Kalmar län. 
Landstinget i Kalmar län bildades 1971. Då överfördes även delar av det tidigare norra landstinget till det dåvarande Östergötlands läns landsting genom att ovan nämnda delar av Småland, främst områden kring Falerum, gick upp i Åtvidabergs och Valdemarsviks kommuner.
Den 1 januari 2019 övergick Landstinget i Kalmar län till Region Kalmar län genom att landstinget och regionförbundet slogs samman.

## Sjukhus
- Länssjukhuset i Kalmar
- Oskarshamns sjukhus
- Västerviks sjukhus

## Länstrafik
Kalmar länstrafik är en förvaltning inom Region Kalmar län och är huvudman för den lokala och regionala linjetrafiken för persontransporter på väg och järnväg i länet.

## Utbildning
- Högalids folkhögskola
- Ölands folkhögskola
- Vimmerby folkhögskola
- Gamleby folkhögskola

## Kultur
Regionen deltar tillsammans med länets kommuner i kommunförbundet i Kalmar län, som tillsammans med Kalmar kommun och Kalmar läns hembygdsförbund driver Kalmar läns museum.

## Organisation
Region Kalmar län är, som alla regioner, en politiskt styrd organisation med regionfullmäktige som högsta beslutande organ. Regionstyrelsen har det verkställande politiska ansvaret och bereder ärenden som behandlas i regionfullmäktige.

## Politik
I region Kalmar län styr en mitten-vänsterkoalition bestående av Socialdemokraterna, Centerpartiet och Vänsterpartiet, i majoritet.

### Regionfullmäktige 2022–2026
| Ordförande | Ordförande       | Vice ordförande | Vice ordförande  |       |
| ---------- | ---------------- | --------------- | ---------------- | ----- |
| S          | Jonas Erlandsson | KD              | Anders Andersson | [ 1 ] |

### Regionstyrelsen 2022–2026
| Ordförande | Ordförande          | Förste vice ordförande | Förste vice ordförande | Andre vice ordförande | Andre vice ordförande | Ref   |
| ---------- | ------------------- | ---------------------- | ---------------------- | --------------------- | --------------------- | ----- |
| S          | Angelica Katsanidou | M                      | Malin Sjölander        | C                     | Karin Helmersson      | [ 1 ] |

### Lista över landstings-/regionstyrelsens ordförande
| Namn och parti | Namn och parti      | Period    |
| -------------- | ------------------- | --------- |
| KD             | Anders Andersson    | 2002–2006 |
| S              | Anders Henriksson   | 2006–2019 |
| S              | Angelica Katsanidou | 2019–     |

### Nämnd- och beredningspresidier
| Organ                                  | Ordförande | Ordförande       | Vice ordförande | Vice ordförande      | Vice ordförande | Vice ordförande |             |
| -------------------------------------- | ---------- | ---------------- | --------------- | -------------------- | --------------- | --------------- | ----------- |
| Beredning för hållbarhet och folkhälsa | S          | Martina Aronsson | SD              | Martin Kirchberg     |                 |                 | [ 2 ] [ 3 ] |
| Beredning för hälso- och sjukvård      | S          | Mattias Adolfson | KD              | Jimmy Loord          | C               | Emmy Ahlstedt   | [ 2 ] [ 3 ] |
| Kollektivtrafiknämnden                 | S          | Peter Wretlund   | KD              | Carl-Wiktor Svensson |                 |                 | [ 2 ] [ 3 ] |
| Patientnämnden                         | C          | Magnus Danlid    | KD              | Madeleine Rosenqvist |                 |                 | [ 2 ] [ 3 ] |
| Regionala utvecklingsnämnden           | C          | Karin Helmersson | M               | Pär-Gustav Johansson | S               | Malin Anell     | [ 2 ] [ 3 ] |

### Utskottspresidier
| Organ                            | Ordförande | Ordförande          | Vice ordförande | Vice ordförande |       |
| -------------------------------- | ---------- | ------------------- | --------------- | --------------- | ----- |
| Regionstyrelsens arbetsutskott   | S          | Angelica Katsanidou | M               | Malin Sjölander | [ 4 ] |
| Regionstyrelsens personalutskott | V          | Lena Granath        | SD              | Bo Karlsson     | [ 5 ] |

### Regionledning
Inom region Kalmar län finns 13 regionråd; 7 regionråd för majoriteten och 6 oppositionsråd för oppositionen.
Ledamöterna i arbetsutskottet och budgetberedningen är region- och oppositionsråd inom region Kalmar län.
| Titel                                                                        | Namn | Namn                | Titel                                                                        | Namn | Namn                 |
| ---------------------------------------------------------------------------- | ---- | ------------------- | ---------------------------------------------------------------------------- | ---- | -------------------- |
| Regionråd för övergripande frågor och ekonomi                                | S    | Angelica Katsanidou | Oppositionsråd för övergripande frågor och ekonomi                           | M    | Malin Sjölander      |
| Regionråd för hälso- och sjukvård                                            | C    | Emmy Ahlstedt       | Oppositionsråd för hälso- och sjukvård                                       | KD   | Jimmy Loord          |
| Regionråd för hälso- och sjukvård                                            | S    | Mattias Adolfsson   | Oppositionsråd för hälso- och sjukvård                                       | KD   | Jimmy Loord          |
| Regionråd för hälso- och sjukvård (psykiatri), brukarråd samt personalfrågor | V    | Lena Granath        | Oppositionsråd för hälso- och sjukvård                                       | KD   | Jimmy Loord          |
| Regionråd för regional utveckling, kultur, bildning och kollektivtrafik      | C    | Karin Helmersson    | Oppositionsråd för regional utveckling, kultur, bildning och kollektivtrafik | KD   | Carl-Wiktor Svensson |
| Regionråd för regional utveckling, kultur, bildning och kollektivtrafik      | S    | Peter Vretlund      | Oppositionsråd för regional utveckling, kultur, bildning och kollektivtrafik | M    | Pär-Gustav Johansson |
| Regionråd för regional utveckling, kultur, bildning och kollektivtrafik      | S    | Malin Anell         | Oppositionsråd för regional utveckling, kultur, bildning och kollektivtrafik | M    | Carl Dahlin          |
|                                                                              |      |                     | Oppositionsråd med ansvar för hållbarhet och folkhälsa                       | SD   | Martin Kirchberg     |

### Mandatfördelning i valen 1970–2022
| 29 | 15 | 6 | 8 |

| 51 |

| 29 | 20 |  | 8 |

| 49 | 9 |

|  | 31 | 20 | 5 | 11 |

| 52 | 17 |

| 3 | 31 | 16 | 5 |  | 12 |

| 45 | 24 |

|  | 32 | 15 | 3 | 3 | 14 |

| 51 | 18 |

| 3 | 32 | 12 | 6 |  | 14 |

| 47 | 22 |

| 3 | 30 |  | 14 | 6 | 3 | 11 |

| 43 | 26 |

| 3 | 28 | 13 | 5 | 6 | 14 |

| 47 | 22 |

| 4 | 33 |  | 10 | 3 | 4 | 13 |

| 37 | 32 |

| 7 | 24 |  | 8 |  | 9 | 11 |

| 33 | 30 |

| 5 | 26 | 9 | 5 | 9 | 9 |

| 35 | 28 |

| 4 | 28 |  | 9 | 4 | 7 | 13 |

| 34 | 33 |

| 3 | 30 | 3 | 3 | 7 | 3 | 5 | 13 |

| 39 | 28 |

| 4 | 27 | 3 | 7 | 7 | 3 | 5 | 11 |

| 35 | 32 |

| 4 | 25 | 10 | 8 | 3 | 7 | 10 |

| 38 | 29 |

| 5 | 24 | 12 | 6 | 8 | 12 |

För valresultat äldre än 1970, se respektive tidigare landsting; Kalmar läns norra landsting eller Kalmar läns södra landsting.

### Valkretsar
Regionen omfattar 6 valkretsar vid val till regionfullmäktige.
- Kalmar 1 – Västerviks kommun
- Kalmar 2 – Hultsfreds kommun och Vimmerby kommun
- Kalmar 3 – Högsby kommun, Mönsterås kommun och Oskarshamns kommun
- Kalmar 4 – Emmaboda kommun, Nybro kommun och Torsås kommun
- Kalmar 5 – Kalmar kommun
- Kalmar 6 – Borgholms kommun och Mörbylånga kommun